# Stadthuys
Das Stadthuys (eine alte niederländische Schreibweise, die Rathaus bedeutet) ist ein historisches Bauwerk im Herzen von Malakka, der Verwaltungshauptstadt des malaysischen Bundesstaates Malakka, am sogenannten „Roten Platz“. Das Stadthuys ist für sein rotes Äußeres und den nahe gelegenen roten Uhrturm bekannt. Es wurde 1650 von den Niederländern als Verwaltungsbüro des niederländischen Gouverneurs und des stellvertretenden Gouverneurs erbaut. Nach der Übernahme durch die Briten wurde es weiterhin als Schatzamt, Postamt, Regierungsbüro und Unterbringung für die hohen Beamten genutzt.
In der Laksamana Road, neben der Christ Church (Christus-Kirche), dem angeblich ältesten noch erhaltenen historischen Gebäude der Niederländer im Orient, befindet sich heute das Museum für Geschichte und Ethnographie. Das Museum zeigt unter anderem traditionelle Kostüme und Artefakte aus der Geschichte von Malakka.

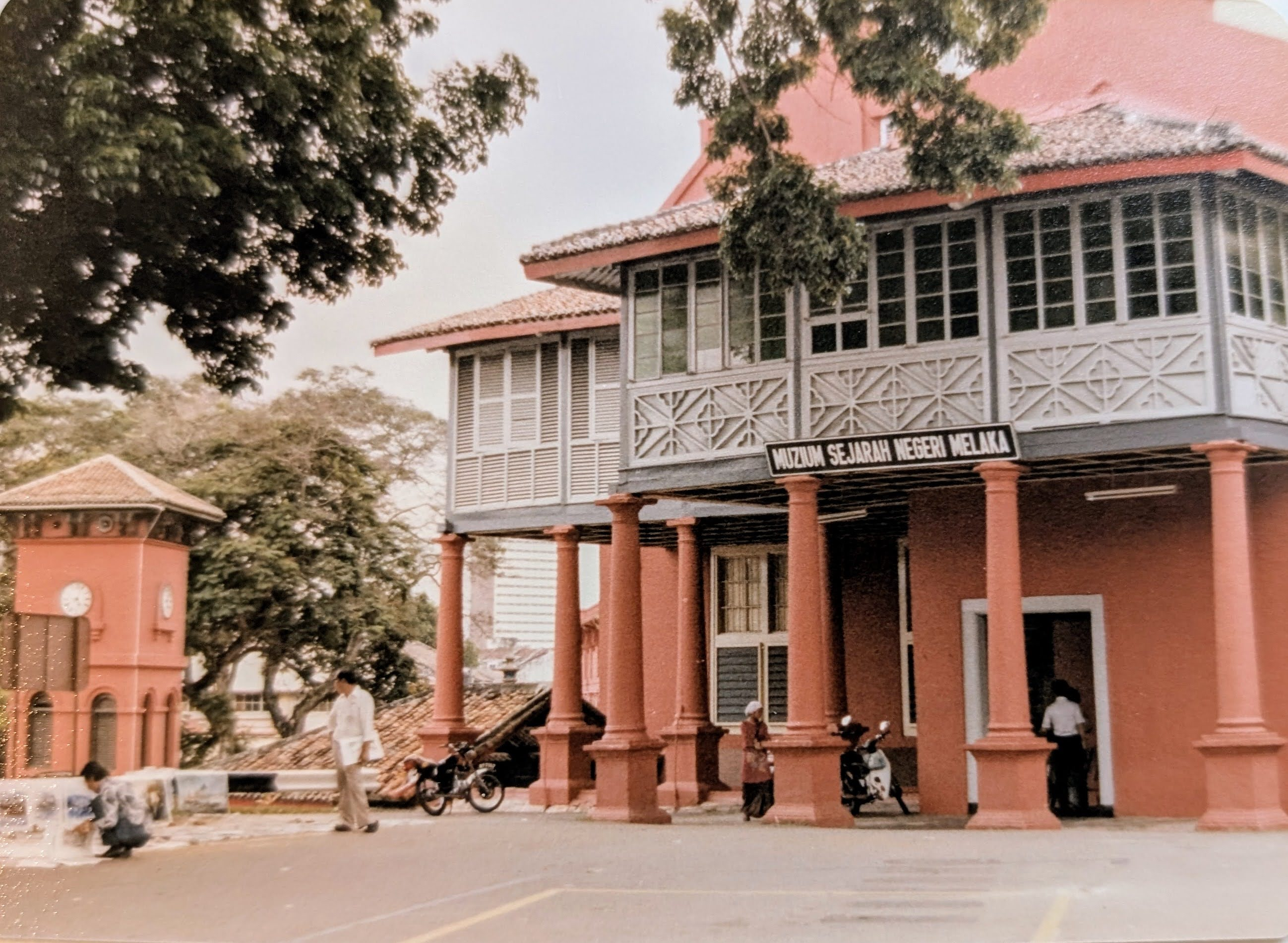
Stadhuys im Jahre 1986 mit dem Malakka Museum
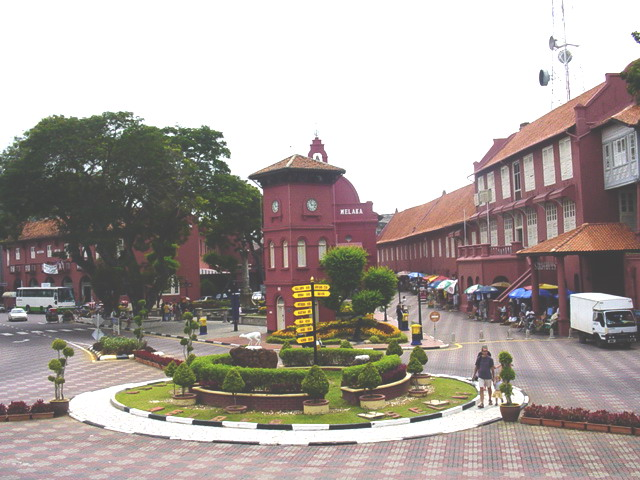
Kreisverkehr vor dem „Roten Platz“